# Акве Калиде
Акве Калиде су минерална бања и археолошки локалитет који се налази 15 километара северозападно од Бургаса, у југоисточној Тракији, у близини Атанасовског језера. На овом месту постојао је храм, посвећен нимфама, поред кога су крајем 1. или у 2. веку изграђене терме.

## Историја града
Први опис Акве Калиде дао је готски историчар Јорданес у делу „Римска историја“ у 5. веку. Град је порушен током готске нападе измеђуод 257. и 270. године. Јустинијан I је на овом месту изградио ново насеље. Током средњег века град је носио називе Терма, Термопол и Мегали Терми. Током средњег века је поново уништен под наредбом императора Хенрија ІІ Фландарског. Сулејман I (1520-1566) је на овом месту саградио оријентално купатило изнад старих римских терми.

## Археолошка ископавања
Прво археолошко ископавање почело је 1910. године под руководством Богдана Филипова, приликом реконструкције купатила. Од покретних налаза начешћи су накит и новац из периода од 5. века п. н. е. до 17. века.
Новија археолошка истраживања Акве Калиде започела су 2008. године.